# Полиетилен
Полиетилен (съкр. PE) е термопластичен полимер на етилена и е най-често срещаната пластмаса. Към 2017 г. над 100 милиона тона полиетилен се произвежда годишно, което представлява 34% от световния пазар на пластмаса. Основната му употреба е за опаковки (торбички, слоеве, съдове за съхранение, бутилки, геомембрани). Известни са множество видове полиетилен, като повечето от тях имат химична формула (C2H4)n. PE обикновено е смес от сходни полимери на етилен с различни стойности за n.

## История
Полиетиленът за пръв път е синтезиран от германския химик Ханс фон Пехман, който го приготвя неволно през 1898 г., докато проучва диазометан. Когато колегите му Ойген Бамбергер и Фридрих Тширнер характеризират бялото вещество, те откриват, че то съдържа дълги –CH2– вериги и го наричат полиметилен.
Първият промишлено значим синтез на полиетилен (диазометанът е изключително нестабилно вещество, което обикновено се избягва в промишлеността) е открит през 1933 г. от Ерик Фосет и Реджиналд Гибсън, отново по случайност, в Imperial Chemical Industries (ICI) в Нортуич, Великобритания. След като прилагат изключително голямо налягане (няколкостотин атмосфери) към смес от етилен и бензалдехид, те отново получава бяло вещество. Тъй като реакцията е започната от кислородни примеси в апаратурата им, експериментът отначало е труден за възпроизвеждане. Едва през 1935 г. други химик в ICI, Майкъл Перин, разработва този случаен експеримент в повтаряем синтез под високо налягане за полиетилен, който става основа за промишленото производство на полимера след 1939 г. Тъй като е открито, че полиетиленът има много малко загуби при радиовълни с много висока честота, комерсиалното му разпространение във Великобритания е отложено при избухването на Втората световна война, а новият процес се използва за производство на изолатори за коаксиални кабели и радарни инсталации, работещи със свръхвисоки честоти. По време на войната се провеждат още изследвания върху процеса и през 1944 г. започва широкомащабно комерсиално производство в Тексас и Западна Вирджиния, САЩ, под лиценз на ICI.
Пробивът в комерсиалното производство на полиетилена започва с разработването на катализатор, който подпомага полимеризацията при умерени температура и налягане. Първият такъв катализатор е хромовият триоксид, открит през 1951 г. от Робърт Банкс и Джон Хоган във Phillips Petroleum. През 1953 г. германският химик Карл Цайглер разработва катализаторна система, базирана на титаниеви халиди и органоалуминиеви съединения, която работи при дори по-умерени условия. Катализаторът на Phillips се оказва по-евтин и по-лесен за работа, но и двата метода се използват в промишлеността. През 1970-те години системата на Цайглер е подобрена чрез включването на магнезиев дихлорид. Катализаторни системи с разтворими катализатори, металоцени, са изобретени през 1976 г. Катализаторите металоцени и тези на Цайглер се оказват много гъвкави при кополимеризацията на етилен и други алкени и стават основата на широк набор от полиетиленови смоли, налични днес.

## Свойства
Свойствата на полиетилена могат да се разделят на механични, химични, електрически, оптични и термични.

### Механични свойства
Полиетиленът има ниска твърдост и издръжливост, но има висока деформируемост и удароустойчивост. Проявява силно пълзене под постоянна сила, което може да се намали чрез добавянето на къси влакна. На допир е подобен на восък.

### Термални свойства
Комерсиалната приложимост на полиетилена е ограничена от относително ниската му точка на топене. За обикновени комерсиални полиетилени със средна и висока плътност точката на топене обикновено е в граници между 120 и 180 °C. Точката на топене за полиетилен с ниска плътност обикновено е 105 – 115 °C. Тези температури варират в широки граници в зависимост от вида полиетилен.

### Химични свойства
Полиетиленът е съставен от неполярни, наситени, високомолекулни въглеводороди. Следователно, неговото химично поведение е сходно с това на парафина. Индивидуалните макромолекули не са ковалентно свързани. Поради симетричната си молекулна структура, те са склонни към кристализация. Като цяло полиетиленът е частично кристален. Високата кристалност повишава плътността и механичната и химичната стабилност.
Повечето етиленови видове имат отлична химична устойчивост, което ще рече, че те не се повлияват от силни киселини или силни основи и са устойчиви на леки окислители и редуциращи агенти. Кристалните образци не се разтварят на стайна температура. Полиетиленът обикновено може да се разтвори при по-високи температури в арени като толуен или ксилен или в хлорирани разтворители като трихлороетан или трихлоробензен.
Полиетиленът почти не абсорбира вода. Пропускливостта му на газове и пари е по-ниска в сравнение с повечето пластмаси. От друга страна, кислород, въглероден диоксид и ароматизанти лесно преминават през него. PE може да стане чуплив, когато се изложи на слънчева светлина, поради което често се използва технически въглерод в ролята на UV стабилизатор.
Полиетиленът гори бавно със син пламък с жълт връх и изпуска парафинова миризма. Материалът продължава да гори и при премахване на източника на пламък и образува капки. PE не може да бъде отпечатан или свързан с лепила без предварителна обработка. Висококачествените съединения се постигат лесно с пластмасово заваряване.

### Електрически свойства
Полиетиленът е добър електрически изолатор. Предоставя добра устойчивост към разклоняване на електричеството, но се зарежда лесно електростатично (което може да се намали чрез добавяне на графит или технически въглерод).

### Оптични свойства
В зависимост от термалната история и дебелината на слоя, PE може да варира между почти напълно прозрачен до млечно непрозрачен. PE с по-малка плътност е най-прозрачен, докато този с по-висока плътност е по-непрозрачен. Прозрачността се намалява от кристалните зрънца, ако са по-големи от дължината на вълната на светлината.

## Производство

### Мономер
Съставката (или мономерът) е етилен – газообразен въглеводород с формула C2H4, който може да се разглежда като двойка метиленови групи (–CH
2–), свързани помежду си. Етиленът обикновено се произвежда от петролни суровини, но може да се създаде и чрез дехидратация на етанол.

### Полимеризация
Етиленът е стабилна молекула, която се полимеризира само при контакт с катализатор. Преобразуването е силно екзотермично. Координационната полимеризация е най-разпространената технология, което означава, че се използва метални хлориди или оксиди. Най-широко използваните катализатори са съставени от титаниев(III) хлорид, така наречените Цайглер-Ната катализатори. Друг разпространен катализатор се приготвя чрез отлагането на хромов триоксид върху силициев диоксид. Полиетиленът може да се получи и чрез радикална полимеризация, но този начин е с ограничена полза и обикновено изисква апаратура под високо налягане.

## Приложение
Полиетиленът се използва при изработването на ленти и слоеве (опаковъчни или тиксо), съдове за съхранение (бутилки, буркани, кутии), полимерни тръби (канализация, дренаж, газоснабдяване), електроизолационни и топлоизолационни материали, бронепанели, корпуси на лодки и други.

## Екология
Полиетиленът се произвежда от етилен, който, макар да може да се набавя от възобновяеми ресурси, се добива основно от петрол и природен газ.
Широкомащабната употреба на полиетилен създава трудности за управлението на отпадъците, ако не се рециклира. Полиетиленът не е лесно биоразградим и следователно се натрупва в сметищата. Изгарянето му може да доведе до отделянето на вредни газови емисии. Все пак, съществуват няколко вида бактерии и животни, които са способни да разграждат полиетилен.
Изделията от полиетилен са годни за преработване и последващо използване.

## Популярно название
В България под найлон, особено за покривно фолио се подразбира полиетилен което е навлязло масово и е устойчиво название.